# Garuda
Pour les articles homonymes, voir Garuda (homonymie).
Garuda (du sanskrit गरुड / garuḍa, signifiant « ailé ») est un homme-oiseau fabuleux de la mythologie hindouiste puis bouddhiste, fils de Kashyapa et de Vinatâ et frère d'Aruna, le conducteur du char du dieu Sûrya. C'est le vâhana, ou monture, du dieu Vishnu. Il est aussi considéré comme le roi des oiseaux.

## Sources et origine
Bien que n'étant pas évoqué avant le Taittiriya Aranyaka, Garuda, l'oiseau solaire, est probablement ancien. Il est le partenaire naturel de l'« arbre solaire » et de son substitut le gnomon.

## Description
Garuda peut aussi être vu comme un aigle géant mythique, ennemi aérien naturel des nâgas, serpents des eaux et de la terre. Mais Nâga et Garuda ne sont en fait que deux incarnations de Vishnou, les deux aspects de la substance divine, en qui ils se réconcilient.
Dans le bouddhisme, les garudas étaient vus comme des animaux maléfiques; cependant après l'arrivée du Bouddha, celui-ci les a convertis ; et ils ont ensuite protégé ses enseignements.

## Manifestations historiques
Il était utilisé sur les emblèmes provinciaux de l'Empire sassanide (224–651).
Il est présent sur les temples bouddhistes du Cambodge. Lors de la colonisation depuis l'Union française de l'Indochine, la France a édité, un timbre postal illustrant Garuda pour le royaume du Cambodge en 1957.
Garuda est l'emblème de l'Indonésie. Le personnage, comme bien d'autres références culturelles indiennes est toujours vivant dans la culture traditionnelle à Java, l'île la plus peuplée d'Indonésie. Les cours royales et princières de Java, après que les souverains se furent convertis à l'islam, ont préservé une culture imprégnée d'éléments et de modèles indiens. La compagnie aérienne nationale est Garuda Indonesia.
C'est aussi l'emblème de la monarchie en Thaïlande ; un drapeau jaune frappé d'un Garuda rouge (appelé en thaï : ครุฑ, Khrouth) flotte sur le palais quand le roi est présent. Il est aussi considéré comme un emblème national, puisqu'il orne les bâtiments officiels, le passeport et les billets de banque (voir Baht). En reconnaissance des services rendus à la nation, le roi accorde à quelques grandes sociétés commerciales le droit de l'utiliser pour décorer leur façade et leurs documents officiels.
Le Garuda, appelé en mongol Khangarid (mongol : ᠬᠠᠨᠭᠠᠷᠤᠳᠢ, cyrillique : хангарьд ; littéralement, khan Garuda), est le symbole de la capitale de la Mongolie, Oulan-Bator, que l'on retrouve sur le blason et le drapeau de la ville. Selon la croyance mongole populaire, Khangarid est l'esprit de la montagne du Bogd Khan Uul qui est devenu partisan du bouddhisme. Aujourd'hui il est considéré comme le gardien de cette montagne et un symbole de courage et d'honnêteté. L'oiseau donne aussi son nom à Hangard aviation et Khangarid est une équipe participant au Championnat de Mongolie de football.
Au Tibet, Khyung (ཁྱུང) est le nom tibétain du Garuda. Venant de l'Inde, il fut assimilé au khading de la religion bön, l'aigle à cornes d'or. Le garuda noir est une divinité de l'école nyingmapa du bouddhisme tibétain que l'on tient pour supprimer les affections causées par les naga et esprits de la terre. Il est figuré sur les Lungta. Il est représenté dans l'iconographie de Shambhala par Chogyam Trungpa pour qui il est associé à une vitesse et une puissance importantes. Comme le phénix, il surgit des cendres de la destruction, il est indestructible.

## Galerie

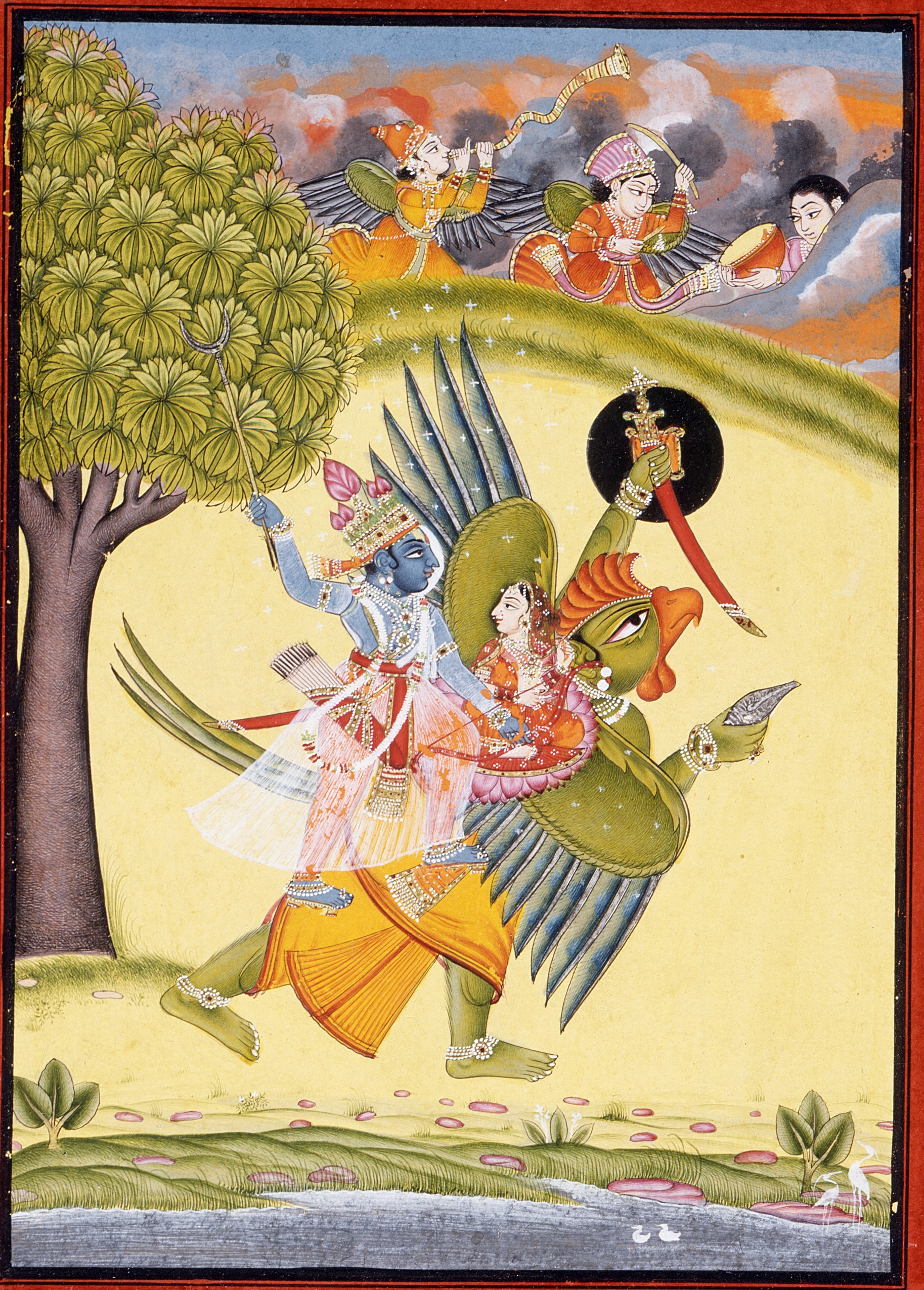
Vishnou et Lakshmi sur l'Oiseau-roi, Garuda (miniature indienne).
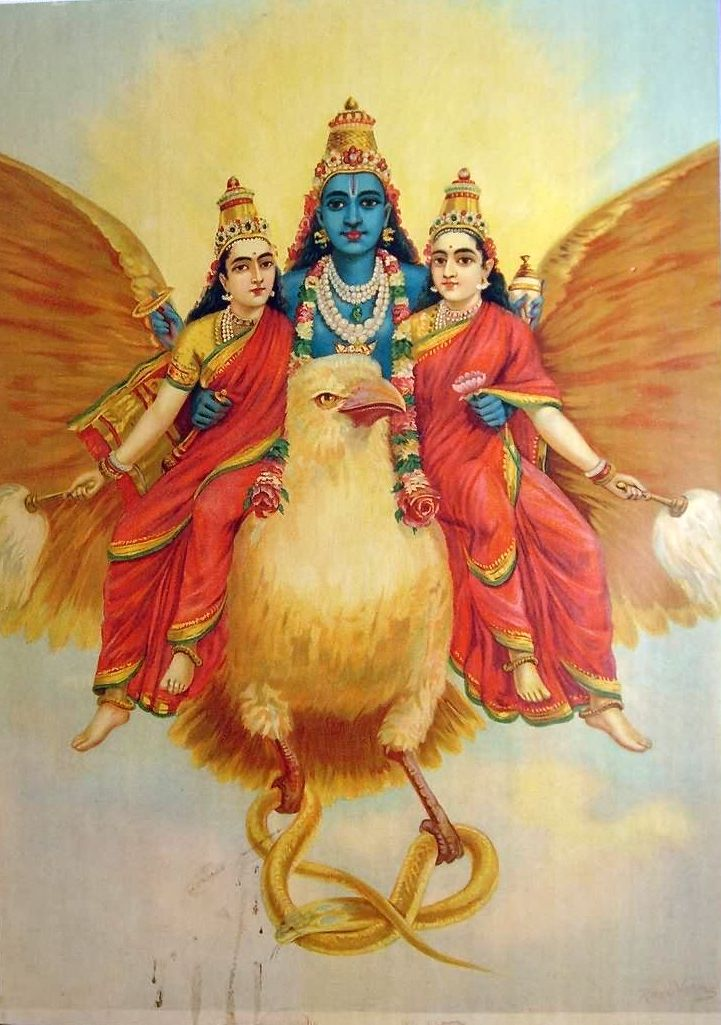
Vishnou, Lakshmi et Bhūmi, sur Garuda figuré en aigle.
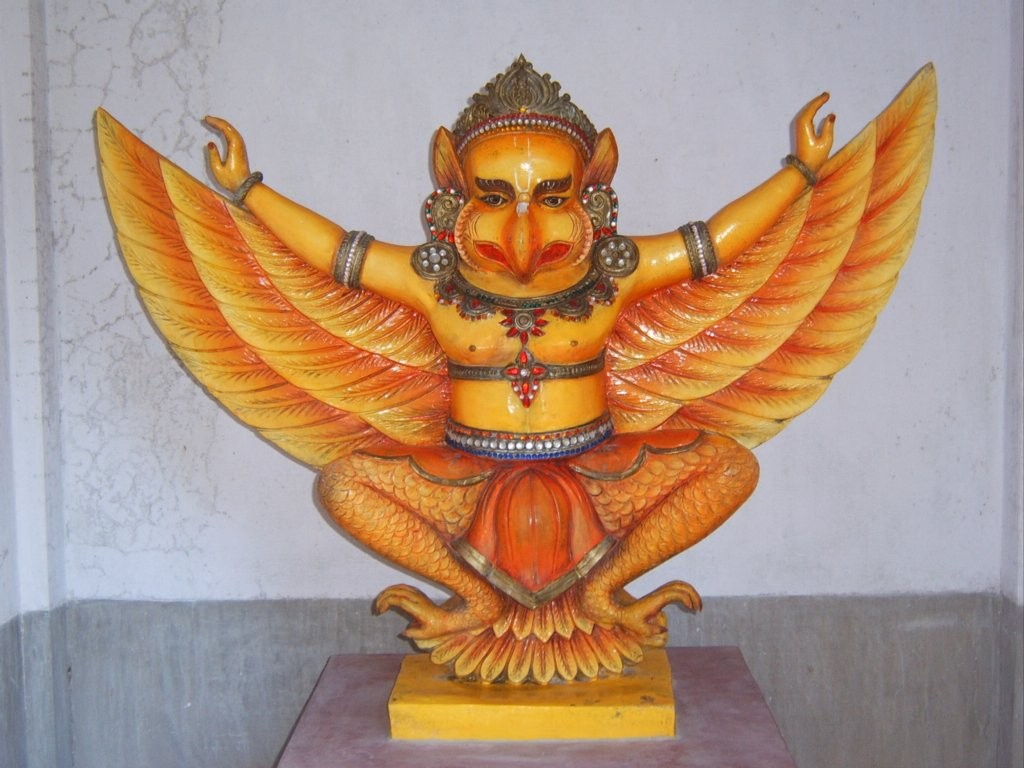
Garuda à Mayapur, en Inde
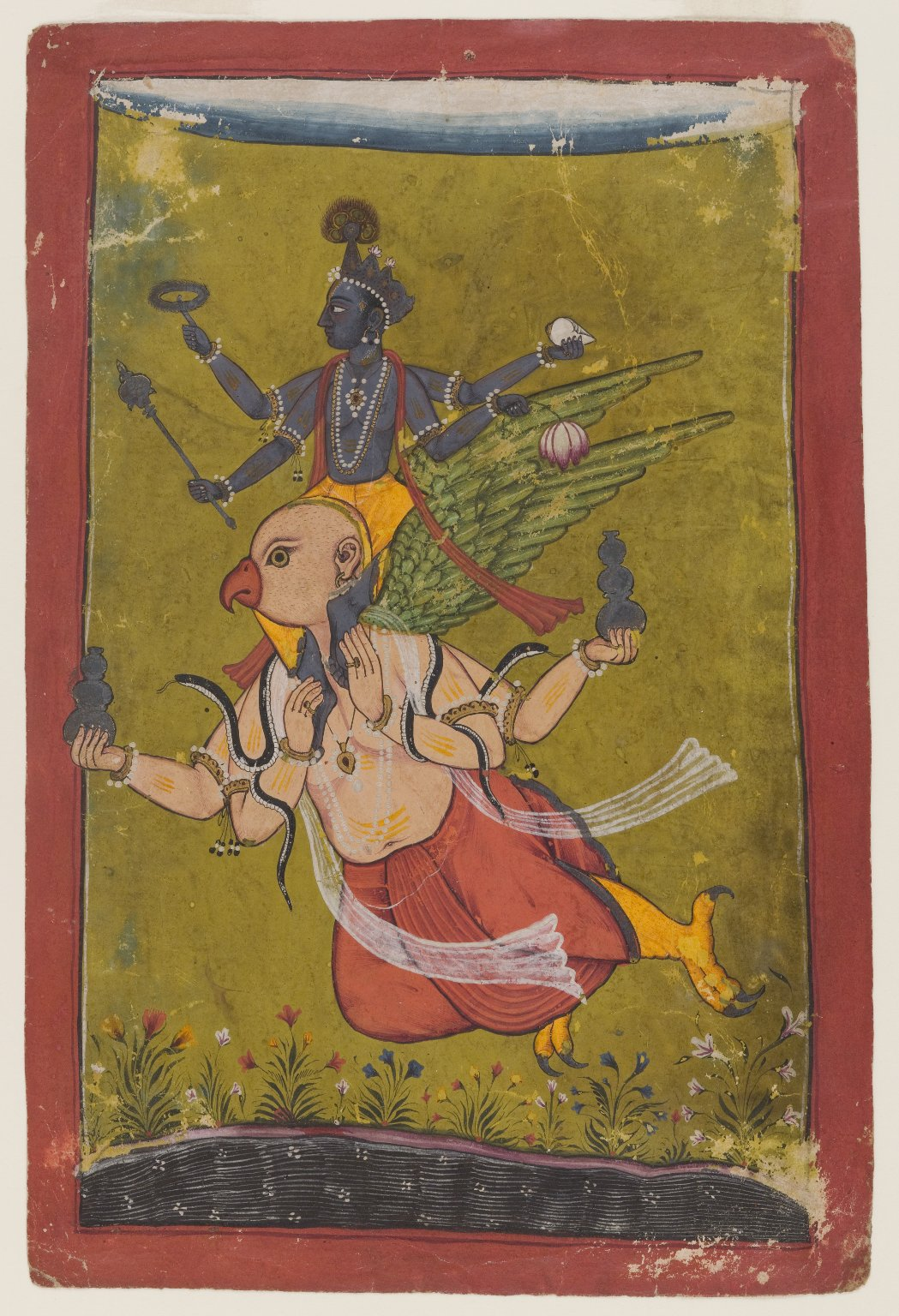
Vishnou sur Garuda (XVIIIe siècle).
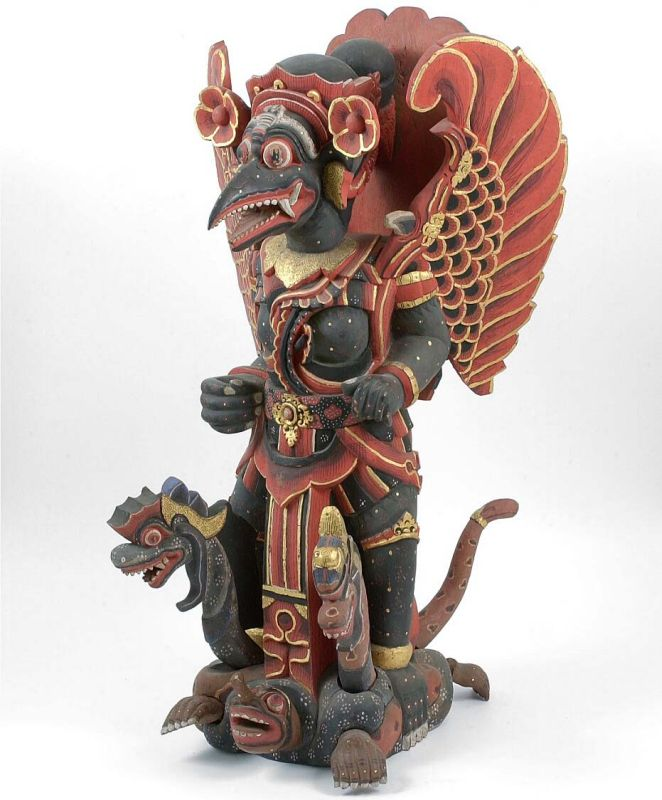
Statue indonésienne de Garuda (datant d'avant 1938).
Garuda en tant qu'emblème national de la Thaïlande
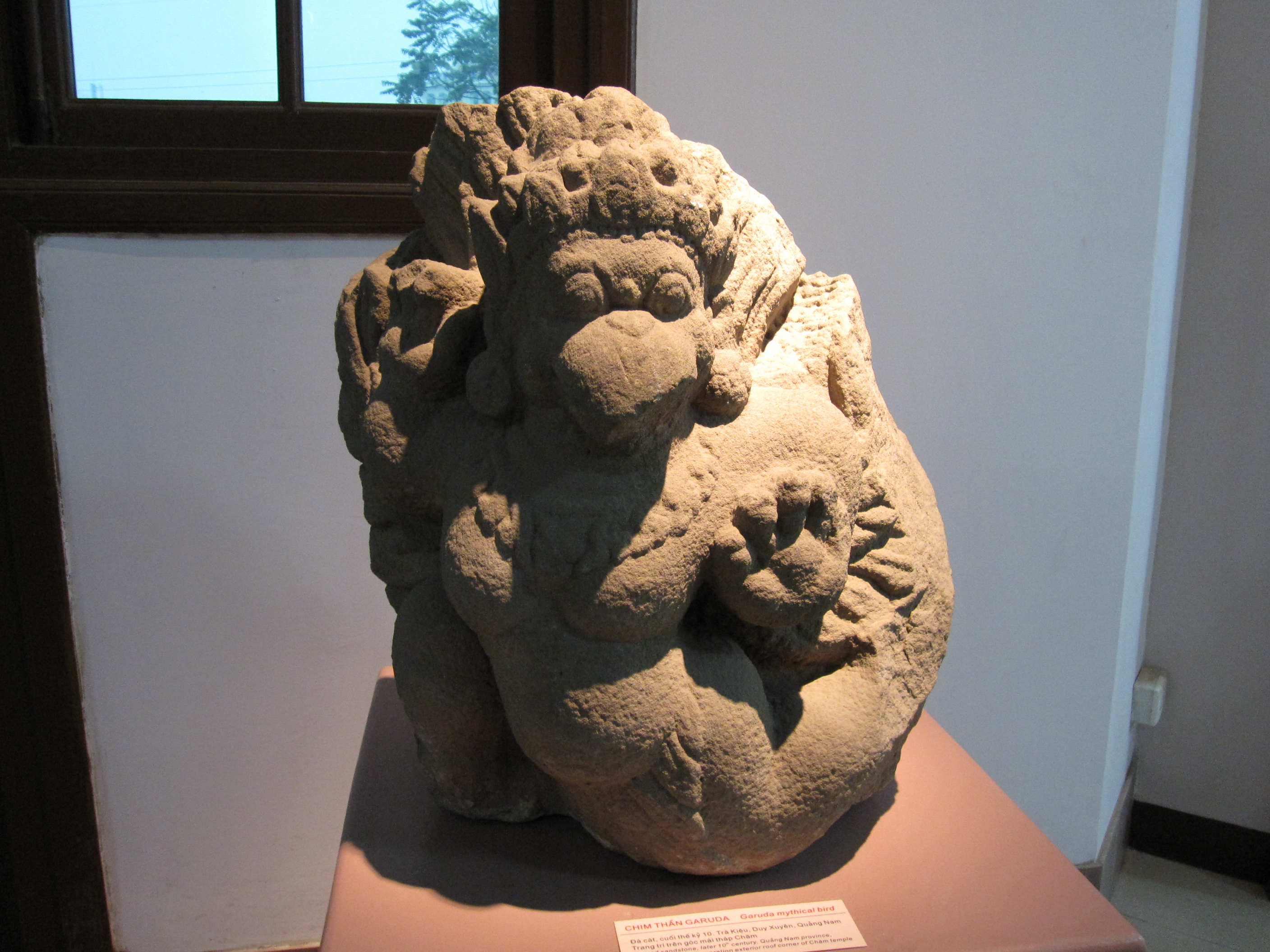
Garuda Cham, Xe siècle, Musée national d'histoire du Viêt Nam à Hanoï
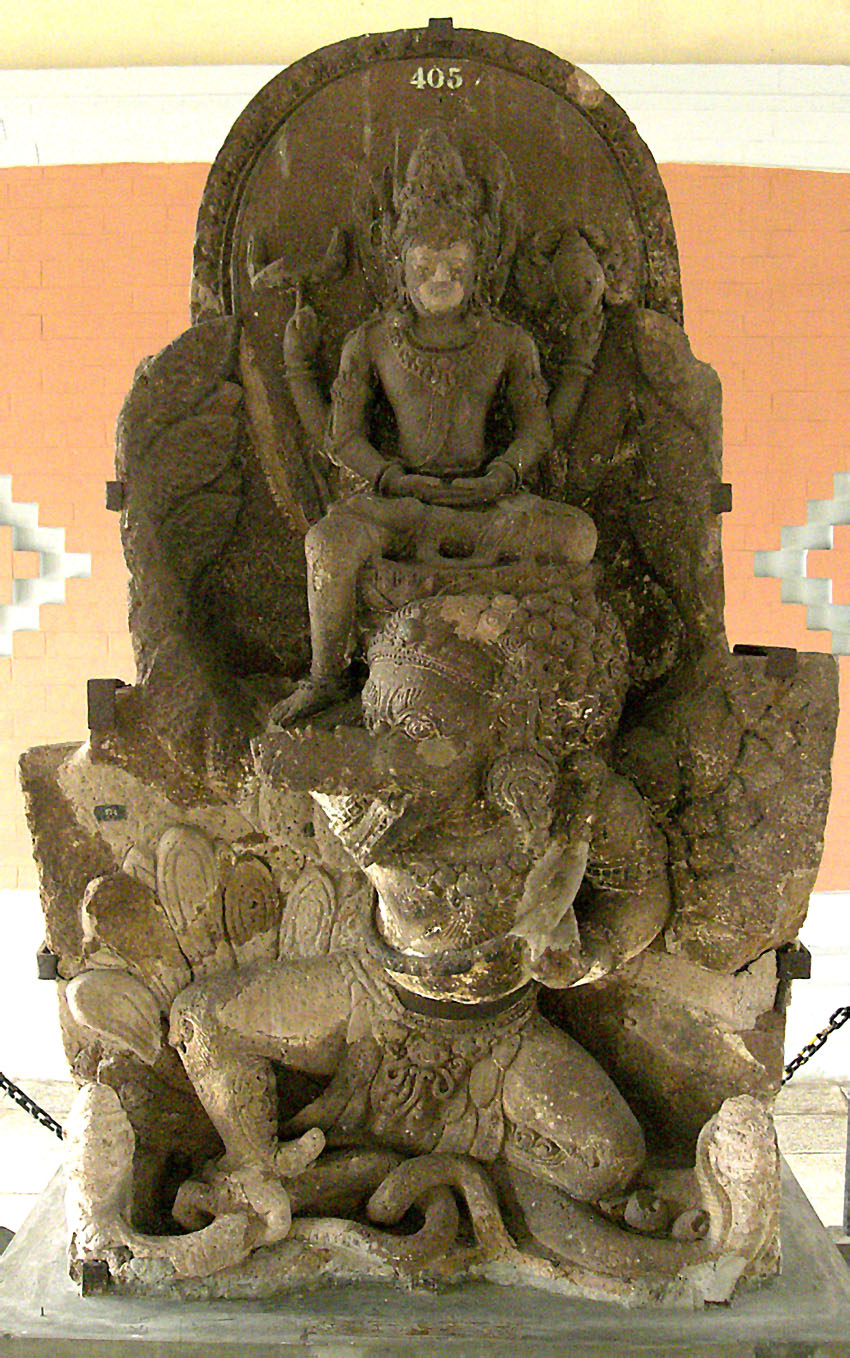
Le roi javanais Airlangga sous la forme de Vishnu montant Garuda (Temple de Belahan).
Garuda en tant qu'emblème national de l'Indonésie.
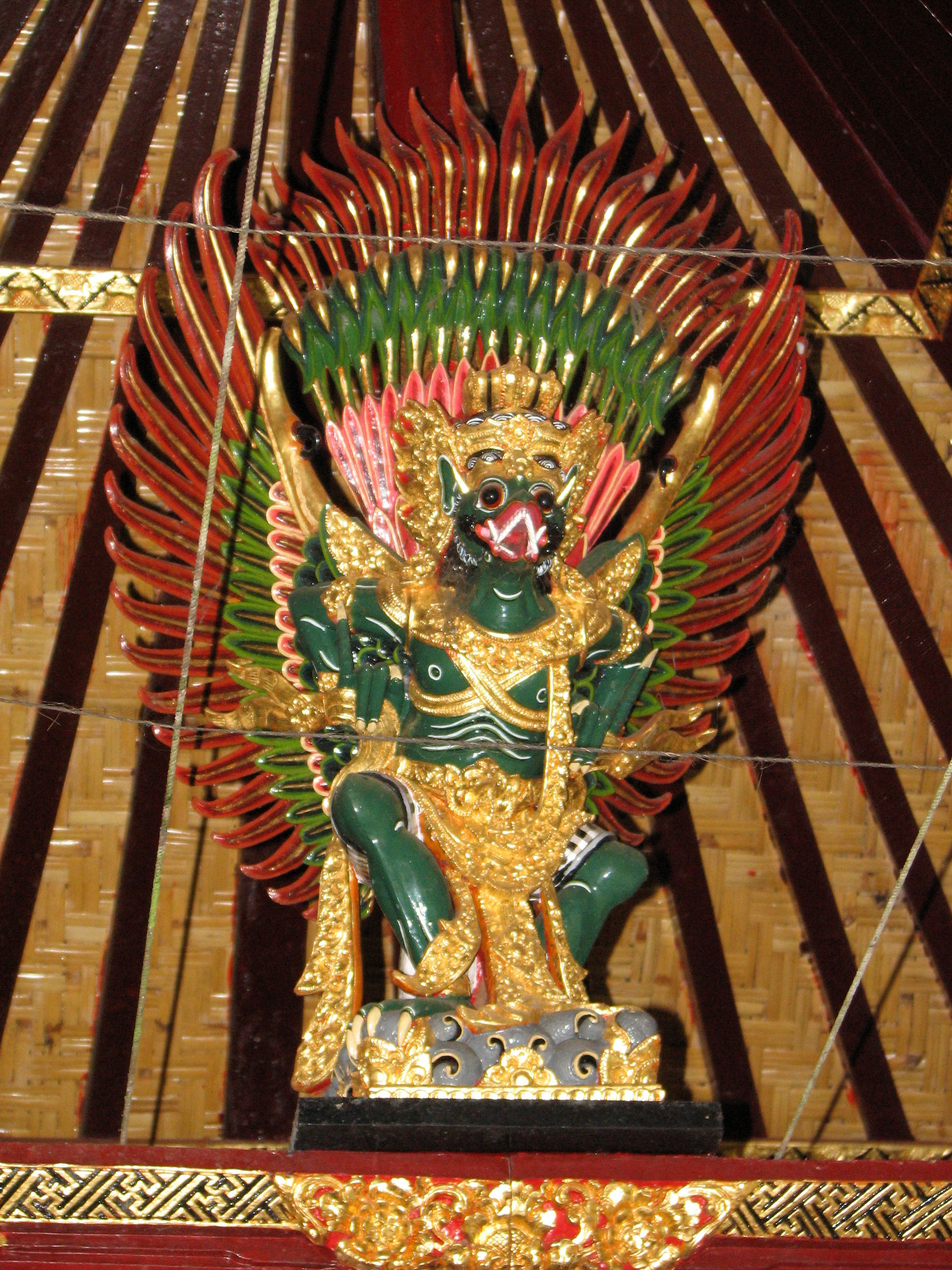
Garuda dans le temple de Gunung Kawi à Bali en Indonésie.
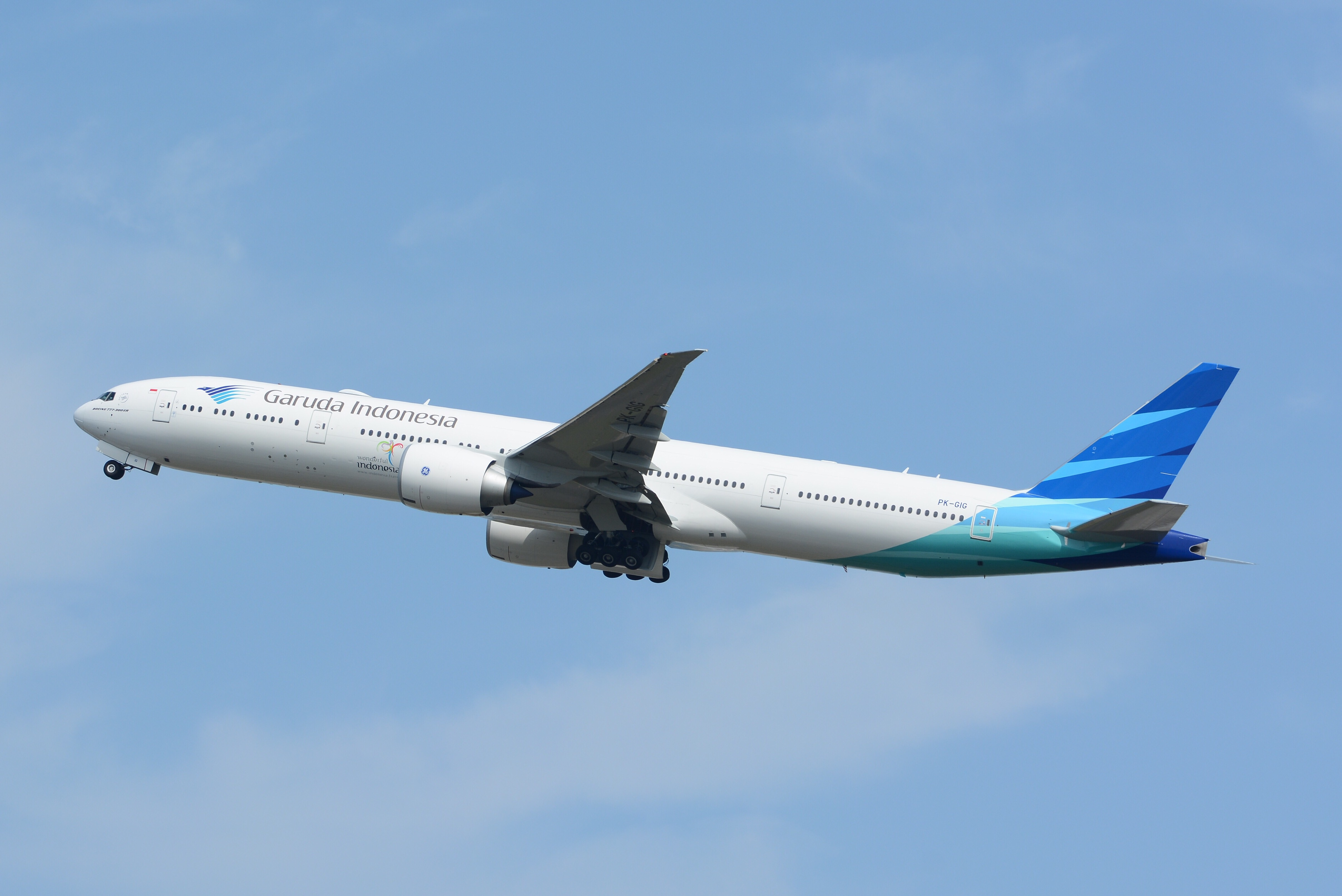
Boeing 777-300ER de la compagnie Garuda Indonesia .
Khangarid sur le blason d'Oulan-Bator
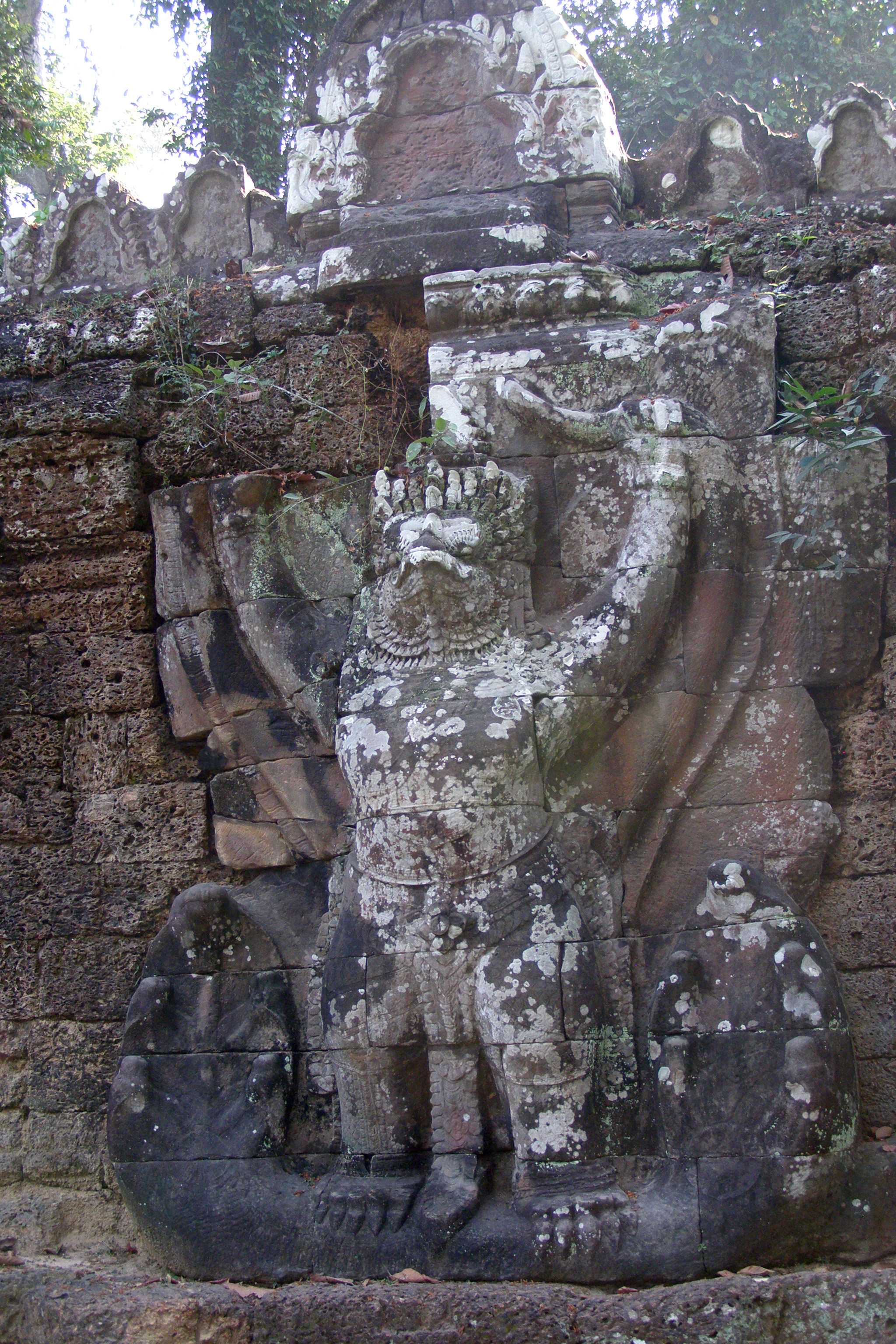
62 garudas sont sculptés dans le mur d'enceinte de Preah Khan (Siem Reap, Cambodge).

## Au cinéma
Le réalisateur thaïlandais Monthon Arayangkoon a réalisé en 2004 un film fantastique d'aventure et de monstre géant appelé Garuda, le retour du Dieu prédateur ((ปักษาวายุ, Paksa wayu).